# Kanato uigur
El Imperio uigur, o Kaganato uigur, o País Toquz Oghuz fue un imperio túrquico que existió durante casi un siglo entre los siglos VIII y IX. Era una confederación tribal de la nobleza de la etnia uigur a la que los chinos se referían como Jiu Xing ('Nueve clanes'), traducción directa del nombre Toquz Oghuz.

## Auge
En 657 el Kanato turco occidental fue derrotado por la Dinastía Tang, tras lo cual los uigures desertaron de los Tang. Antes de esto, los uigures ya habían mostrado una inclinación hacia las alianzas con los Tang, cuando lucharon con ellos contra los tibetanos y turcos en 627.
En 742, los uigures, carlucos, y basmilos se rebelaron contra el segundo kanato turco.
En 744, los basmilos capturaron la capital turca de Otukan y mataron a su gobernante, Özmiş Khagan. Más tarde, se formó una alianza uigur-carluca contra los basmilos, que fueron derrotados. Su khagan fue asesinado, y los basmilos dejaron de existir como pueblo. Las hostilidades entre uigures y carlucos forzaron a éstos a emigrar al oeste, a Zhetysu, donde entraron en conflicto con los turgueses, a los que derrotaron y conquistaron en 766.

## Edad de oro
En 747 murió Qutlugh Bilge Köl, dejando el reino a su hijo menor, Bayanchur Khan. Después de construir una serie de puestos comerciales con los chinos Han, Bayanchur Khan utilizó las ganancias para construir la capital, Ordu Baliq. Luego se embarcó en una serie de campañas para reunir a todos los pueblos de la estepa bajo su bandera. Durante este tiempo, el imperio se expandió rápidamente, sometiendo a los Sekiz Oghuz, Qïrghïz, carlucos, Türgish, Toquz Tatars, Chiks y a lo que quedaba de los basmilos.
La rebelión de An Lushan en el imperio de la dinastía Tang en 755 forzó al emperador chino a pedir ayuda a Bayanchur Khan. Viendo éste una oportunidad ideal para mediar en los asuntos chinos, aceptó, y ordenó a su hijo mayor que prestara ayuda al emperador. Unos 4000 jinetes ayudaron a los Tang a recuperar Chang'an y Luoyang en 757. Como recompensa, se les permitió saquear Luoyang durante tres días, y recibieron 20.000 rollos de seda y muchos títulos honoríficos.
En 759 murió Bayanchur Khan y le sucedió su hijo, Tengri Bögü., Tengri Bögü, aliado con los Tang, emprendió una campaña contra los tibetanos, recapturando para el emperador la capital occidental Chang'an.
En 762 Tengri Bögü planeaba invadir a los Tang con 4000 soldados, pero tras negociaciones, cambió de bando, y ayudó a los Tang a derrotar a los rebeldes de Luoyang. Los uigures saquearon la ciudad, y cuando la gente se refugió en los templos budistas, los quemaron, muriendo unos 10 000. Por su ayuda, recibieron 100.000 piezas de seda, Durante la campaña, el khagan encontró sacerdotes maniqueos que le convirtieron al maniqueismo, desde entonces religión oficial del kanato uigur.

## Declive

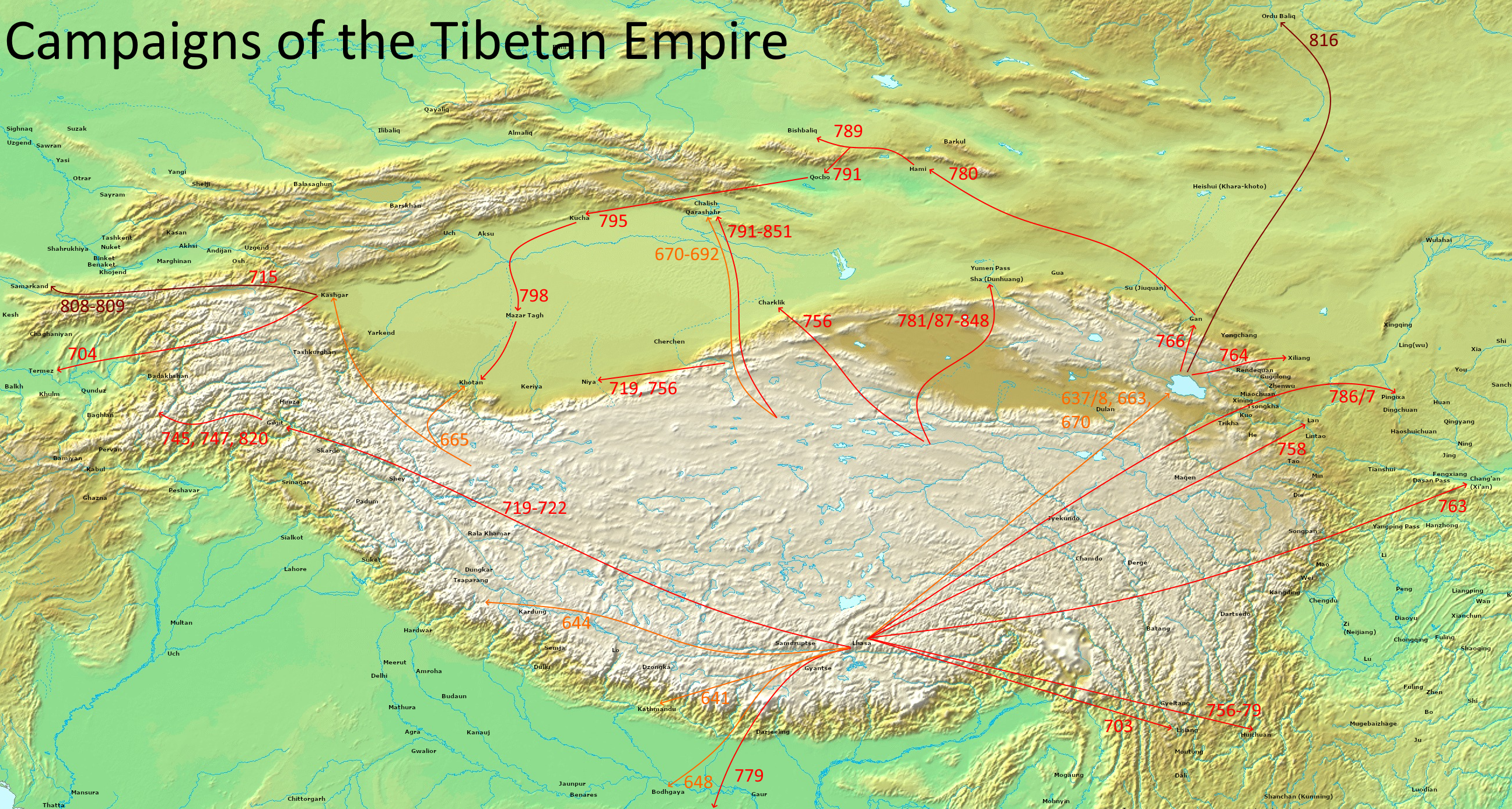
Campañas del Imperio Tibetano, siglos VII-IX

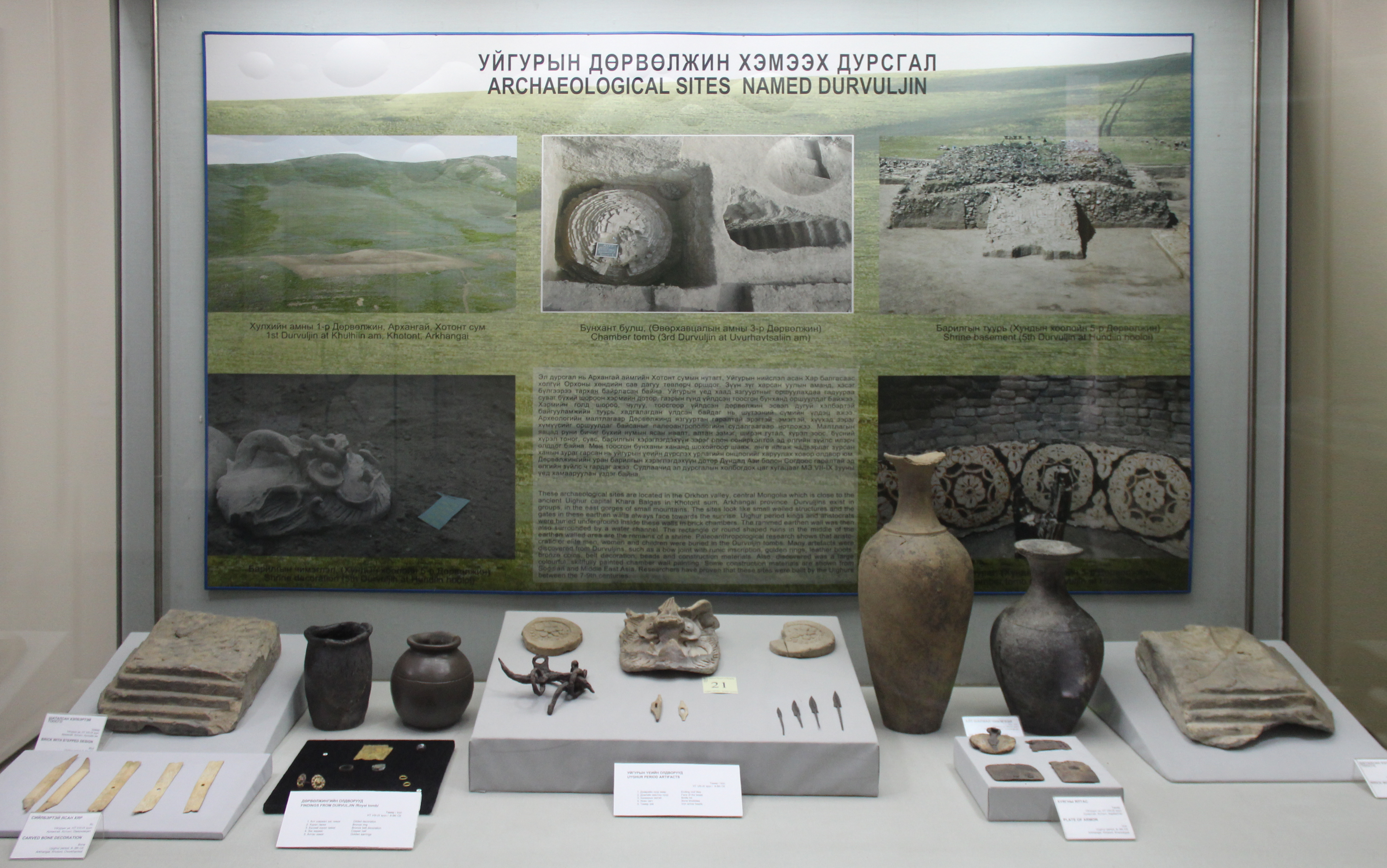
Tumbas "Durvuljin" del Khaganato Uigur, cerca de la capital uigur de Khara Balgas, siglos VII-IX de nuestra era. Valle de Orkhon.

En 779, Tengri Bögü seguía planeando invadir a la dinastía Tang, siguiendo el consejo de sus comerciantes sogdianos que vivían en Ordu Baliq. Sin embargo su tío, Tun Bagha Tarkhan, se opuso y le asesinó, junto a su familia y a su camarilla.. Tun Bagha Tarkhan subió al trono, con el título de Alp Qutlugh Bilge "Victorioso, glorioso, sabio", e impuso un nuevo conjunto de leyes, que diseñó para asegurar la unidad del khaganato. Durante su reinado, el maniqueísmo fue suprimido, pero sus sucesores lo restauraron como religión oficial.
En 780, un grupo de uigures y sogdianos fue asesinado cuando salía de Chang'an con tributos. Tun exigió 1.800.000 cuerdas de dinero en compensación y los Tang accedieron a pagar esta cantidad en oro y seda. En 789, Tun Bagha Tarkhan murió y su hijo le sucedió como Külüg Qaghan. Los karlukos aprovecharon esta oportunidad para invadir el territorio uigur y se anexionaron el valle de Futu. En 790, los uigures y las fuerzas Tang fueron derrotados por el Imperio tibetano en Tingzhou (Beshbalik). Külüg Qaghan murió, y su hijo, A-ch'o, le sucedió como Qutluq Bilge Qaghan.
En 791, los tibetanos atacaron Lingzhou, pero fueron expulsados por los uigures, que entregaron los prisioneros capturados y el ganado al emperador Dezong de Tang. Los tibetanos y los karlukos sufrieron otra derrota contra los uigures en Beiting. El general tibetano capturado Zan Rgyal sum fue enviado a Dezong. En 792, los uigures, dirigidos por Baoyi Qaghan, derrotaron a los tibetanos y a los karlukos, tomando Gaochang. Poco después, los tibetanos atacaron Yushu, una ciudad fortificada 560 li al este de Kucha. Allí fueron asediados por Baoyi y destruidos. En 795, Qutluq Bilge Qaghan murió y la dinastía Yaghlakar llegó a su fin.  Un general, Qutluq II, se autoproclamó nuevo qaghan bajo el título Ay Tängridä ülüg bulmïsh alp qutlugh ulugh bilgä qaghan "Grandioso nacido en el cielo de la luna, victorioso, glorioso, grande y sabio qaghan", fundando una nueva dinastía, el Ädiz ().
En 803, los uigures capturaron Qocho. En 808, Qutluq II murió y su hijo, Baoyi, le sucedió. Ese mismo año, los uigures arrebataron la provincia de Liang a los tibetanos. En 816, una incursión tibetana llegó a dos días de viaje de la capital uigur, Ordu-Baliq. En 821, Baoyi Qaghan murió, y su hijo, Chongde, le sucedió. Chongde fue considerado el último gran khagan del khaganato uigur y llevaba el título de Kün tengride ülüg bulmïsh alp küchlüg bilge "Gran nacido en el cielo del sol, victorioso, fuerte y sabio". Entre sus logros destaca la mejora del comercio con la región de Sogdia, y en el campo de batalla rechazó a una fuerza de invasores tibetanos en 821. Tras derrotar a la fuerza tibetana y karluk, los uigures entraron en el Principado de Ushrusana y saquearon la región.
En 822, los uigures enviaron tropas para ayudar a los Tang a sofocar a los rebeldes. Los Tang rechazaron la oferta, pero tuvieron que pagarles 70.000 piezas de seda para volver a casa. En 823, el Imperio tibetano hizo la guerra a los uigures. En 824, Chongde murió y fue sucedido por un hermano, Qasar. En 832, Qasar fue asesinado. Le sucedió el hijo de Chongde, Hu. Ese mismo año, el Imperio tibetano fracasó en su intento de hacer la guerra a los uigures.

## Colapso
En 840, un ministro llamado Kulug Bagha, huyó con los kirguises del Yeniséi, y les invitó a invadir el kanato uigur desde el norte. Con una fuerza de 80.000 jinetes, saquearon la capital de Ordu-Baliq, dejándola arrasada, capturando al khagan, Kürebir, y decapitándole.
Öge, se convirtió en el siguiente khagan del kanato uigur. En 841 llevó a los uigures a invadir Shaanxi, pero en 843, el ejército de Tang atacó a los uigures, y masacró a 10 000 de ellos.
En 847 murió el último khagan, Öge, asesinado, tras seis años de guerra con los kirguises y la dinastía Tang.

## Sucesores
Los kirguises del Yeniséi que reemplazaron al kanato uigur no era sofisticados, ni tenían interés en dirigir el imperio que habían destruido. Mantuvieron el territorio desde el lago Baikal hasta el este del río Irtish.
Tras la caída del kanato uigur, los uigures emigraron al sur y establecieron el reino uigur de Ganzhou (moderno Gansu), y el reino de Qocho, próximo al moderno Turfán. Los uigures de Qocho se convirtieron al budismo, mientras que los de Ganzhou fueron conquistados por los tangut en los años 1030.
En 1209, el gobernante Qochor Baurchuk Art Tekin declaró su lealtad a Genghis Khan, y los uigures se convirtieron en importantes funcionarios civiles del posterior Imperio Mongol, que adoptó el antiguo alfabeto uigur como su escritura oficial.
Según el Nuevo Libro de Tang, hubo un tercer grupo de uigures, que se refugió entre los carlucos. Los carlucos, junto con otras tribus, como los Chigil y los Yagma, fundaron más tarde el Kanato qarajánida (940–1212).

## Lista de kanes uigures
La siguiente lista está basada en Dennis Sinor, "The Uighur Empire of Mongolia," Studies in Medieval Inner Asia, Variorum, 1997, V: 1-25. Debido a las complejas e inconsistentes titulaciones uigures y chinas, las referencias a los gobernantes incluyen su número de secuencia.
1. 744–747 Qutlugh bilge köl (K'u-li p'ei-lo)
2. 747–759 El-etmish bilge (Bayan Chur, Mo yen ch'o), hijo de 1
3. 759–779 Qutlugh tarqan sengün (Tengri Bögü, Teng-li Mou-yü), hijo de 2
4. 779–789 Alp qutlugh bilge (Tun bagha tarkhan), hijo de 1
5. 789–790 Ai tengride bulmïsh külüg bilge (To-lo-ssu), hijo de 4
6. 790–795 Qutlugh bilge (A-ch'o), hijo de 5
7. 795–808 Ai tengride ülüg bulmïsh alp qutlugh ulugh bilge (Qutlugh, Ku-tu-lu)
8. 805–808 Ai tengride qut bulmïsh külüg bilge (reinado espurio: el título pertenece a 7, el nombre a 9)
9. 808–821 Ai tengride qut bulmïsh külüg bilge (Pao-i), hijo de 7
10. 821–824 Kün tengride ülüg bulmïsh alp küchlüg bilge (Ch'ung-te), hijo de 9
11. 824–832 Ai tengride qut bulmïsh alp bilge (Qasar, Ko-sa), hijo de 9
12. 832–839 Ai tengride qut bulmïsh alp külüg bilge (Hu), son of 10
13. 839–840 Kürebir (Ho-sa), usurper
14. 841–847 Öge, son of 9

## Relación con los sogdianos

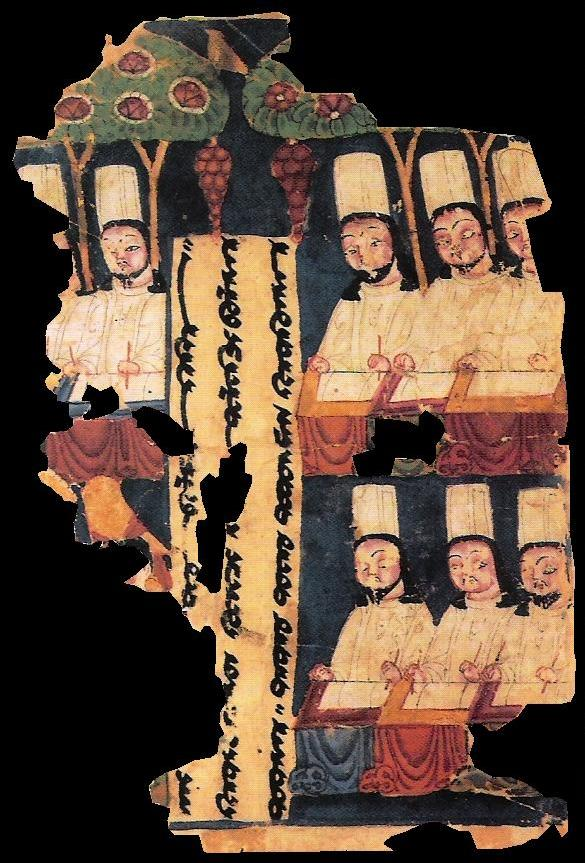
Escribanos maniqueos de Qocho, siglos VIII-IX

Con el fin de controlar el comercio a lo largo de la Ruta de la Seda, los uigures establecieron una relación comercial con los mercaderes sogdianos que controlaban algunos oasis de Asia Central. Como se ha descrito anteriormente, la adopción por parte de los uigures del maniqueísmo fue uno de los aspectos de esta relación; la elección del maniqueísmo en lugar del budismo pudo estar motivada por el deseo de mostrar independencia de la influencia de los Tang. No todos los uigures apoyaban la conversión-una inscripción en Ordu-Baliq afirma que los maniqueos intentaron desviar a la gente de sus antiguas creencias chamanísticas. Un relato bastante partidista de un texto uigur-maniqueo de la época demuestra el entusiasmo desenfrenado del khaghan por el maniqueísmo:
"En aquel momento, cuando el divino Bogu Khan habló así, los Elegidos de todos los pueblos que vivían en la tierra nos regocijamos. Es imposible describir nuestra alegría. La gente se contaba la historia y se regocijaba. En ese momento, grupos de miles y decenas de miles se reunieron y con pasatiempos de todo tipo se entretuvieron hasta el amanecer. Y al despuntar el día hicieron un breve ayuno. El soberano divino Bogu Khan y todos los elegidos de su séquito montados a caballo, y todos los príncipes y las princesas conducidos por los de alta reputación, los grandes y los pequeños, todo el pueblo, en medio de gran regocijo se dirigieron a la puerta de la ciudad. Y cuando el soberano divino hubo entrado en la ciudad, se puso la corona en la cabeza... y se sentó en el trono de oro." 
Como la conversión se basaba en intereses políticos y económicos relacionados con el comercio con los sogdianos, fue impulsada por los gobernantes y a menudo encontró resistencia en los estratos sociales inferiores. Además, como el poder político del khaghan dependía de su capacidad para proveer económicamente a sus súbditos, "la alianza con los sogdianos mediante la adopción de su religión era una forma importante de asegurar este objetivo". Tanto los sogdias como los uigures se beneficiaron enormemente de esta alianza. Los sogdianos permitieron a los uigures comerciar en las regiones occidentales e intercambiar seda de China por otros bienes. A los sogdianos les proporcionó protección uigur para sus comunidades comerciales chinas. En los siglos V y VI se produjo una gran emigración de sogdianos a China. Los sogdianos eran los principales comerciantes a lo largo de las Rutas de la Seda, y China siempre fue su mayor mercado. Entre la ropa de papel hallada en el cementerio de Astana, cerca de Turfan, hay una lista de impuestos pagados por el comercio caravanero en el reino de Gaochang en la década de 620. El texto está incompleto, pero de las 35 operaciones comerciales que enumera, 29 implican a un comerciante sogdiano. En última instancia, tanto los gobernantes de origen nómada como los estados sedentarios reconocieron la importancia de mercaderes como los sogdianos e hicieron alianzas para promover sus propias agendas en el control de las Rutas de la Seda.
|                                                                            |
| Electo maniqueo Uigir representado en un estandarte de un templo de Qocho. |

|                                 |
| Electo maniqueo uigur de Qocho. |

|                                      |
| Clérigos maniqueos uigures de Qocho. |

|                                                           |
| Fresco del Domingo de Ramos en templo cristiano de Qocho. |